# Капустино (городской округ Мытищи)
Капустино — деревня в городском округе Мытищи Московской области России.

## Население
| 1852 | 1859 | 1890 | 1899 | 1926 | 2002 | 2010 |
| ---- | ---- | ---- | ---- | ---- | ---- | ---- |
| 89   | ↘73  | ↘58  | ↗89  | ↗131 | ↘44  | ↗51  |

## География
Расположена на севере Московской области, в западной части Мытищинского района, на Дмитровском шоссе А104, примерно в 15 км к северо-западу от центра города Мытищи и 8 км от Московской кольцевой автодороги, на берегу Клязьминского водохранилища системы канала имени Москвы.
В деревне 6 улиц — Береговая, Лазурная, Природы 1-я, Природы 2-я, Природы 3-я и Центральная, приписано садоводческое товарищество. Ближайшие сельские населённые пункты — деревня Красная Горка, посёлки Покровская Гора и Птицефабрики. Связана автобусным сообщением с городами Лобней, Мытищами (маршруты № 25, 31), Москвой (маршрут 459).

## История
В середине XIX века деревня Капустина относилась ко 2-му стану Московского уезда Московской губернии и принадлежала графу Шереметеву, в деревне было 14 дворов, крестьян 42 души мужского пола и 47 душ женского.
В «Списке населённых мест» 1862 года — владельческая деревня Московского уезда на Дмитровском тракте (из Москвы в Калязин), в 21 версте от губернского города и 20 верстах от становой квартиры, при колодцах, с 13 дворами и 73 жителями (36 мужчин, 37 женщин).
По данным на 1899 год — деревня Троицкой волости Московского уезда с 89 жителями.
По материалам Всесоюзной переписи населения 1926 года — деревня Хлебниковского сельсовета Коммунистической волости Московского уезда на Дмитровском шоссе, в 2 км от станции Хлебниково Савёловской железной дороги, проживал 131 житель (52 мужчины, 79 женщин), насчитывалось 27 хозяйств, из которых 25 крестьянских.
С 1929 года — населённый пункт в составе Коммунистического района Московского округа Московской области. Постановлением ЦИК и СНК от 23 июля 1930 года округа как административно-территориальные единицы были ликвидированы.
1929—1935 гг. — деревня Хлебниковского сельсовета Коммунистического района.
1935—1939 гг. — деревня Хлебниковского сельсовета Дмитровского района.
1939—1954 гг. — деревня Хлебниковского сельсовета Краснополянского района.
1954—1959 гг. — деревня Красногорского сельсовета Краснополянского района.
1959—1960 гг. — деревня Красногорского сельсовета Химкинского района.
1960—1963, 1965—1994 гг. — деревня Красногорского сельсовета Мытищинского района.
1963—1965 гг. — деревня Красногорского сельсовета Мытищинского укрупнённого сельского района.
1994—2006 гг. — деревня Красногорского сельского округа Мытищинского района.
2006—2015 гг. — деревня сельского поселения Федоскинское Мытищинского района.